# 12326 Сірасакі
12326 Сірасакі (12326 Shirasaki) — астероїд головного поясу, відкритий 21 вересня 1992 року.
Тіссеранів параметр щодо Юпітера — 3,588.
Названо на честь Сірасакі (яп. しらさき(白崎) сірасакі).